# Forêt de Coat-an-Noz
La forêt domaniale de Coat an Noz- Coat an Hay est située dans les Côtes-d'Armor, sur les communes de Belle-Isle-en-Terre et Louargat et en moindre mesure Loc-Envel, Plounévez-Moëdec et Plougonver.

## Nom
En breton, Coat an noz signifie bois de la nuit. L'origine de Coat an hay est plus obscure : cela pourrait signifier bois du jour en vieux breton, par opposition au bois de la nuit (le soleil couchant) et donc ici, le soleil levant.

## Géographie

### Description
La forêt est en majeure partie située sur la commune de Belle-Isle-en-Terre. Elle est traversée par le Léguer : on distingue le bois de Coat-an-Noz à l'ouest et le bois de Coat-an-Hay à l'est. « Coat-an-Noz, surtout, est admirable de pousse drue, de grandeur, de solennité farouche, avec  tout à coup l'apaisement régulier d'un parc, autour de la maison de la Bosse, en pleine forêt, non loin des Forges » écrit Gustave Geffroy en 1905.

### Géologie
Une zone ferrifère se trouve dans la partie orientale du synclinal des Monts d'Arrée ; le minerai de fer est interstratifié dans des couches dévoniennes. Il a été exploité par le passé, à des dates indéterminées, entre Lohuec et Plougras, dans des lieux-dits comme Pengalet, le Rocher, Landeven, ainsi que dans la forêt de Beffou et à La Chapelle-Neuve. C'est ce minerai qui a alimenté les anciennes forges situées à l'entrée de la forêt de Coat-an-Noz, au sud de Belle-Isle-en-Terre.

## Histoire

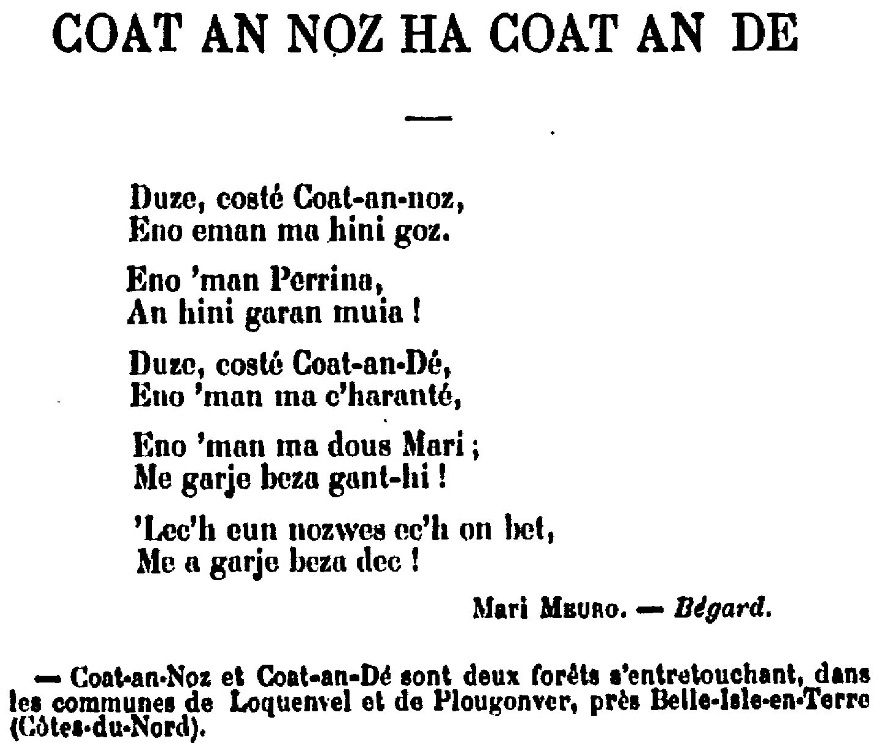
Soniou (chanson traditionnelle en breton) Coat an Noz ha Coat an De recueillie par François-Marie Luzel en 1890.

Des voies romaines ont traversé le secteur, un artisanat de métallurgie semble déjà s'être développé à cette époque.
Un massif forestier englobait peut-être les forêts de Coat-an-Noz, Beffou, Avaugour, et Lorge avant le XIIe siècle.
Les forges se sont développées à partir du XVIIIe siècle, grâce à la proximité des rivières. On y extrayait fer, argent et plomb entre autres. Charbonniers et sabotiers étaient nombreux les siècles passés (jusque dans les premières décennies du XXe siècle) en forêt de Coat-an-Noz. 
Les propriétaires successifs, la maison de Suffren, puis au XIXe, la maison de Faucigny (branche des Faucigny-Lucinge, comtes de Sesmaisons) et enfin Robert Mond sera le dernier propriétaire du domaine.

## Le château

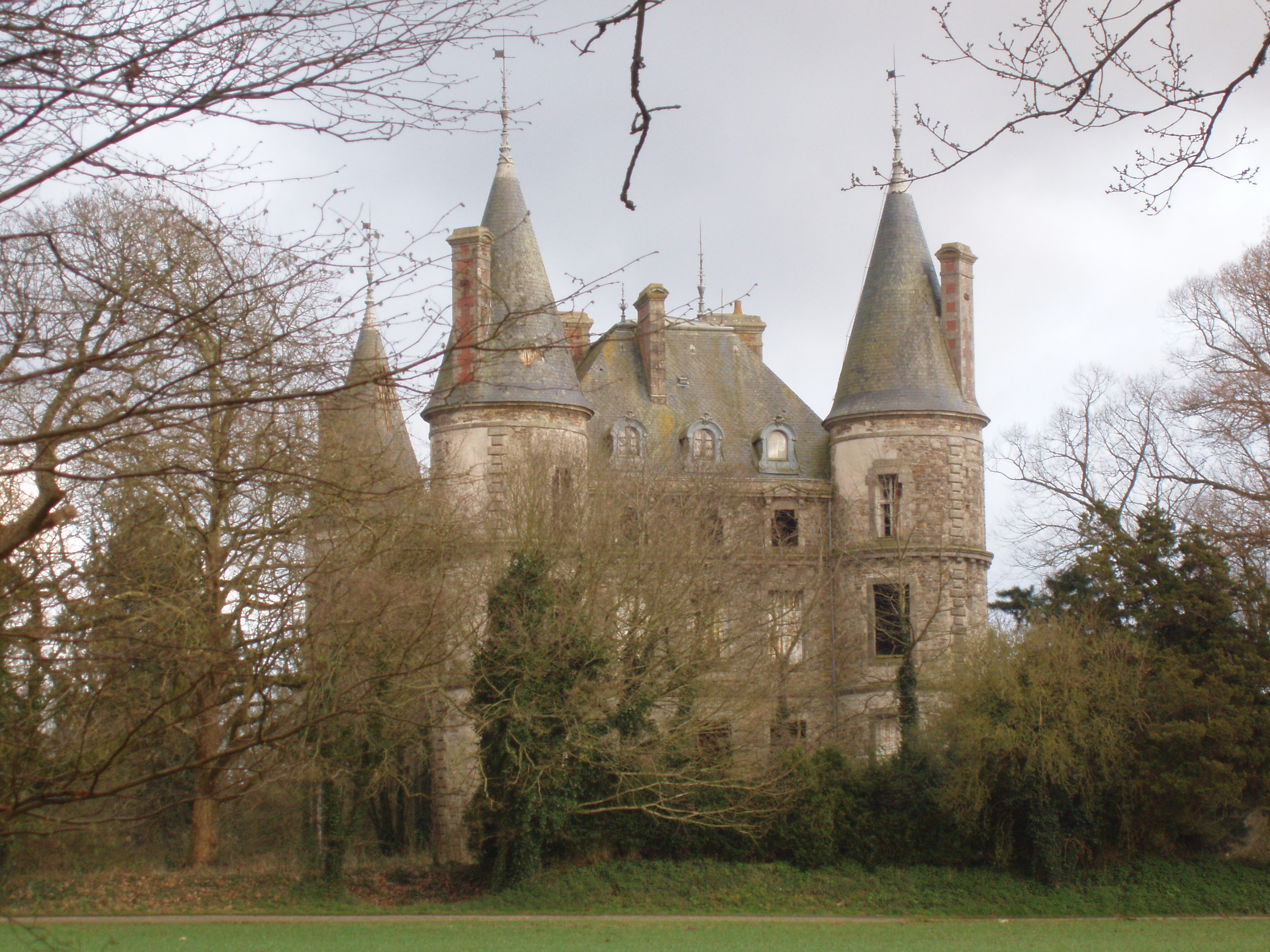
Le château de Coat-an-Noz

Le château de Coat-an-Noz a été construit à partir de 1858 par Cécile de Kergorlay (1807-1883), épouse de Robert de Sesmaisons, pour sa fille, Françoise de Sesmaisons (1838-1901), mariée en 1859 avec le prince Charles de Faucigny-Lucinge. En 1923, Le prince Bertrand de Faucigny-Lucinge, pilote de courses automobiles, vend le château et le vaste domaine forestier qui l'entoure.
En 1929, Sir Robert Mond, surnommé « le roi du nickel, » achète le château pour son épouse  Marie-Louise Le Manac'h (Lady Mond), originaire de Belle-Isle-en-Terre. Après la mort, sans enfant, en 1949, de Lady Mond, la forêt devient forêt domaniale et le château passe entre les mains de divers propriétaires. Laissé longtemps à l'abandon, ce vaste édifice a bénéficié, depuis 2011, d'importants travaux à son gros-œuvre : réfection de la charpente, de la toiture et des maçonneries.

## Sites naturels

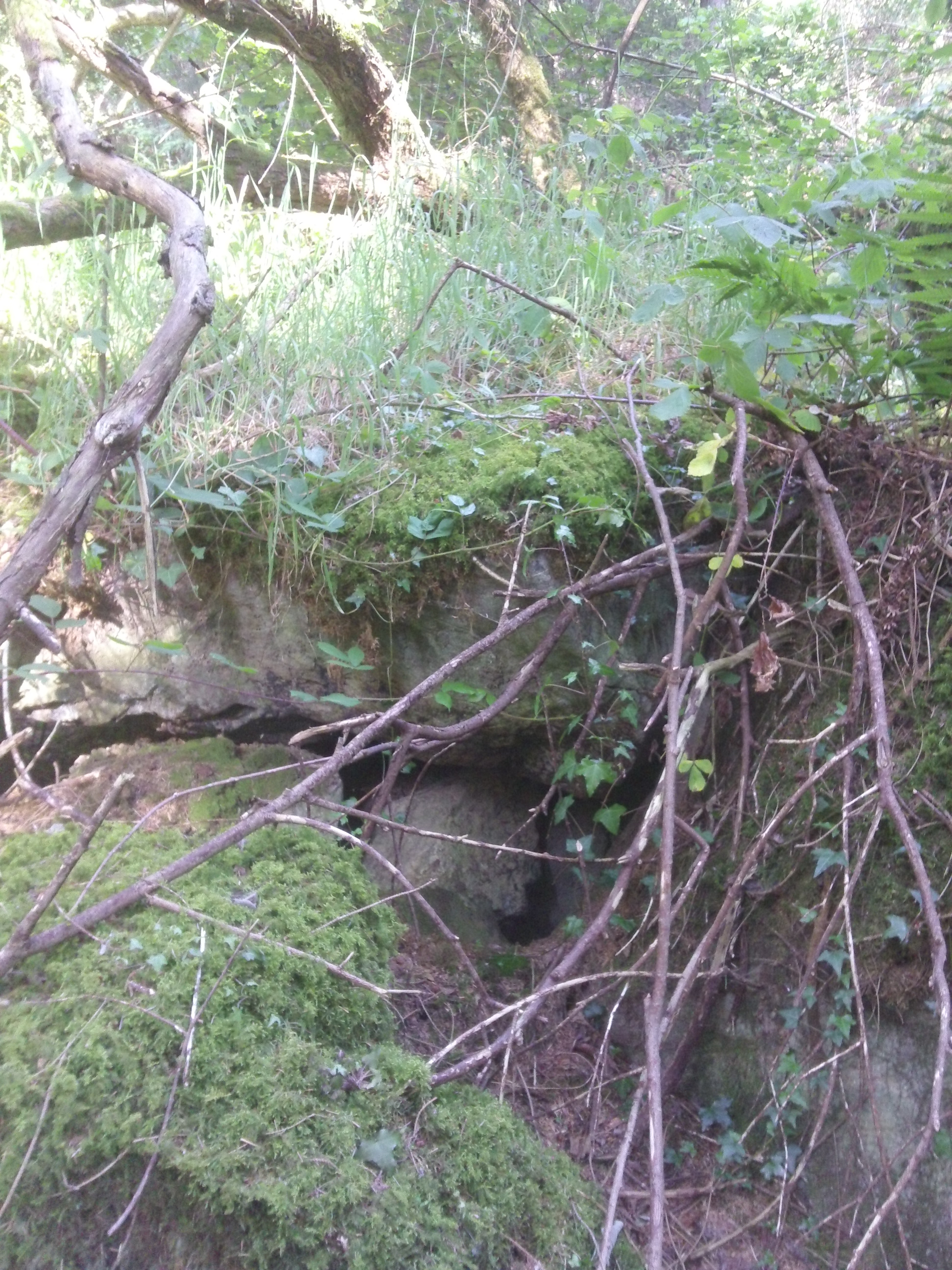
Le Cap, une partie de la forêt de Coat-an-Hay constituée de rochers et d'une buxeraie (Buis)

Les rivières, le Guic à Coat-an-Noz et le Léguer à Coat-an-Hay. Le Cap est un site rocheux remarquable, on y domine le paysage. La flore y est essentiellement composée de buis.

## Faune
Loutres, chauves-souris.

## Activités
Randonnée, pêche.

## Légende
Le fantôme du chevalier du Cap, sort une fois l'an et tranche le chef du malheureux qui le croise,,.